# Río Reñileuvú
El río Reñileuvu nace en la cordillera de los Andes, de las aguas que le entrega el arroyo Piuquenes, en el norte de la provincia del Neuquén, República Argentina y es afluente del río Neuquén. En él se puede practicar la pesca de salmonidos, especialmente la trucha arcoíris.